# Arctosa virgo
Arctosa virgo är en spindelart som först beskrevs av Chamberlin 1925.  Arctosa virgo ingår i släktet Arctosa och familjen vargspindlar. Inga underarter finns listade i Catalogue of Life.